# HMS Implacable (R86)
«Імплакебл» («Невблаганний») (англ. HMS Implacable (R86)) — британський авіаносець однойменного типу часів Другої світової війни.

## Історія створення
Авіаносець «Імплакебл» був закладений 21 березня 1939 року на верфі Fairfield Shipbuilding and Engineering Company у м. Говань. Спущений на воду 10 грудня 1942 року, але вступив у стрій лише 28 серпня 1944 року.

## Історія служби

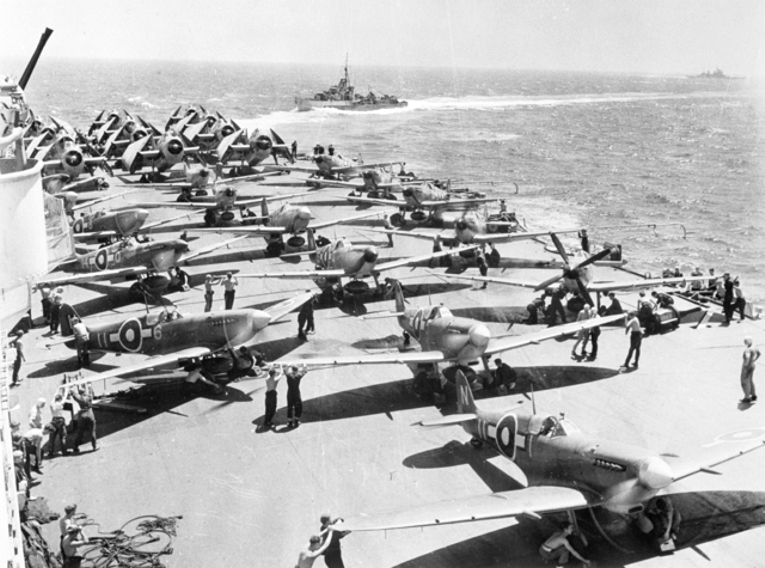
Літаки «Спітфайр» на палубі авіаносця

Після вступу у стрій та підготовки авіагрупи (травень — жовтень 1944 року) авіаносець здійснив 3 походи до берегів Норвегії з метою знищення судноплавства (жовтень-грудень 1944 року). Під час цих операцій були потоплені торгові судна загальним тоннажем понад 40 000 т, декілька малих кораблів, а також пошкоджений підводний човен U-1060, який потім був знищений береговою авіацією.
Після ремонту, що тривав з грудня 1944 року по березень 1945 року, авіаносець вирушив на Далекий Схід, де у травні 1945 року увійшов до складу британського Тихоокеанського флоту.
Він завдавав ударів по японській базі на о. Трук (14—15.06.1945) та об'єктах на території Японії (17.07-11.08.1945).
Після закінчення бойових дій продовжував нести службу на Тихому океані до квітня 1946 року, після чого повернувся до Англії. З червня 1946 року використовувався як навчальний авіаносець для підготовки пілотів. Пройшов ремонти у 1947 та 1948—1949 роках.
З квітня 1949 року по вересень 1950 року входив до складу флоту Метрополії.
У вересні 1950 року «Імплакебл» був виведений в резерв, де він перебував до січня 1952 року, після чого використовувався як навчальний авіаносець до вересня 1954 року.
1 вересня 1954 року корабель був виключений зі складу флоту і 27 жовтня 1955 року проданий на злам.